# Liste der Kulturdenkmale in Cainsdorf
Die Liste der Kulturdenkmale in Cainsdorf enthält die in der amtlichen Denkmalliste des Landesamtes für Denkmalpflege Sachsen ausgewiesenen Kulturdenkmale im Zwickauer Ortsteil Cainsdorf.

## Legende
- Bild: Bild des Kulturdenkmals, ggf. zusätzlich mit einem Link zu weiteren Fotos des Kulturdenkmals im Medienarchiv Wikimedia Commons. Wenn man auf das Kamerasymbol klickt, können Fotos zu Kulturdenkmalen aus dieser Liste hochgeladen werden:
- Bezeichnung: Denkmalgeschützte Objekte und ggf. Bauwerksname des Kulturdenkmals
- Lage: Straßenname und Hausnummer oder Flurstücknummer des Kulturdenkmals. Die Grundsortierung der Liste erfolgt nach dieser Adresse. Der Link (Karte) führt zu verschiedenen Kartendiensten mit der Position des Kulturdenkmals. Fehlt dieser Link, wurden die Koordinaten noch nicht eingetragen. Sind diese bekannt, können sie über ein Tool mit einer Kartenansicht einfach nachgetragen werden. In dieser Kartenansicht sind Kulturdenkmale ohne Koordinaten mit einem roten bzw. orangen Marker dargestellt und können durch Verschieben auf die richtige Position in der Karte mit Koordinaten versehen werden. Kulturdenkmale ohne Bild sind an einem blauen bzw. roten Marker erkennbar.
- Datierung: Baubeginn, Fertigstellung, Datum der Erstnennung oder grobe zeitliche Einordnung entsprechend des Eintrags in der sächsischen Denkmaldatenbank
- Beschreibung: Kurzcharakteristik des Kulturdenkmals entsprechend des Eintrags in der sächsischen Denkmaldatenbank, ggf. ergänzt durch die dort nur selten veröffentlichten Erfassungstexte oder zusätzliche Informationen
- ID: Vom Landesamt für Denkmalpflege Sachsen vergebene, das Kulturdenkmal eindeutig identifizierende Objekt-Nummer. Der Link führt zum PDF-Denkmaldokument des Landesamtes für Denkmalpflege Sachsen. Bei ehemaligen Kulturdenkmalen können die Objektnummern unbekannt sein und deshalb fehlen bzw. die Links von aus der Datenbank entfernten Objektnummern ins Leere führen. Ein ggf. vorhandenes Icon  führt zu den Angaben des Kulturdenkmals bei Wikidata.

## Cainsdorf
| Bild                                    | Bezeichnung | Lage                               | Datierung              | Beschreibung | ID       |
| --------------------------------------- | --- | ---------------------------------- | ---------------------- | --- | -------- |
| Direkt Bild zu diesem Denkmal hochladen | Mietshaus (ohne Fabrikanbau) | Brauereistraße 1                   | um 1900 (Mietshaus)    | | 09231797 |
| Direkt Bild zu diesem Denkmal hochladen | Hälfte eines Doppelmietshauses (zugehörig Nr. 5) | Brauereistraße 3 (Karte)           | um 1900                | | 09231798 |
| Direkt Bild zu diesem Denkmal hochladen | Hälfte eines Doppelmietshauses (zugehörig Nr. 3) | Brauereistraße 5 (Karte)           | um 1900                | | 09231799 |
| Direkt Bild zu diesem Denkmal hochladen | Hälfte eines Doppelmietshauses (zugehörig Nr. 9) | Brauereistraße 7 (Karte)           | um 1900                | | 09231800 |
| Direkt Bild zu diesem Denkmal hochladen | Hälfte eines Doppelmietshauses (zugehörig Nr. 7) | Brauereistraße 9 (Karte)           | um 1900                | | 09231801 |
| Direkt Bild zu diesem Denkmal hochladen | Hälfte eines Doppelmietshauses (zugehörig Nr. 13) | Brauereistraße 11 (Karte)          | um 1900                | | 09231802 |
| Direkt Bild zu diesem Denkmal hochladen | Hälfte eines Doppelmietshauses (zugehörig Nr. 11) | Brauereistraße 13 (Karte)          | um 1900                | | 09231803 |
| Direkt Bild zu diesem Denkmal hochladen | Wohnhaus | Cainsdorfer Bergstraße 5 (Karte)   | 1834                   | ehemals ländlicher Bau mit Fachwerk im Obergeschoss, baugeschichtlich von Bedeutung Fachwerkhaus | 09231068 |
| Direkt Bild zu diesem Denkmal hochladen | Wohnhaus mit Bruchsteinstützmauern | Cainsdorfer Hauptstraße 10 (Karte) | 1895                   | Haus im Schweizer Stil mit Fachwerk im Obergeschoss, Mauern an der Straße und die Zufahrt flankierend, Anlage als architektonisches Zeitzeugnis vor allem von baugeschichtlichem Wert. Haus im Schweizer Stil mit Fachwerk und überdachtem Eingang, Fenster verändert. | 09231807 |
| Direkt Bild zu diesem Denkmal hochladen | Wohnhaus | Cainsdorfer Waldweg 1 (Karte)      | 1859                   | bemerkenswerter Bau im Schweizer Stil. im Schweizer Stil, Obergeschoss Fachwerk verschiefert, verziertes Leergespärre am Dacherker. | 09231813 |
| Direkt Bild zu diesem Denkmal hochladen | Häusleranwesen | Feldstraße 6 (Karte)               | 2. Hälfte 18. Jh.      | zeittypisches Fachwerkhaus von baugeschichtlichem und städtebaulichem Wert. mit Fachwerk | 09231805 |
| Direkt Bild zu diesem Denkmal hochladen | Gasthof zu Cainsdorf (ehem.): Gasthof | Friedrichstraße 1 (Karte)          | um 1800                | markanter historistischer Bau mit Elementen von Renaissance und Klassizismus, weitestgehend authentisch erhalten, bemerkenswerte Schmuckdetails, zudem ältere, traditionelle Lokalität von Cainsdorf, baugeschichtlich und ortsgeschichtlich bedeutend | 09231806 |
| Weitere Bilder                          | Einzeldenkmal der Sachgesamtheit Kirche und Kirchhof Cainsdorf: Kirche mit Ausstattung, Kriegerdenkmal für im Deutsch-Französischen Krieg Gefallene sowie Leichenhalle (siehe auch Sachgesamtheitsdokument – Obj. 09231811, gleiche Anschrift) | Kirchstraße (Karte)                | 1867–1869              | Denkmale von baugeschichtlicher bzw. geschichtlicher Bedeutung. Kirche: Bei dem Kulturdenkmal handelt es sich um die oberhalb des Muldentales auf der sog. „Cainsdorfer Nase“ gelegene evangelische Pfarrkirche mit teils bemerkenswerter Ausstattung. Die neugotische Saalkirche wurde 1867 vom Dresdner Architekten Julius Northoff entworfen und in den Jahren 1867–1869 errichtet. Die Ausführung der Maurerarbeiten oblag dem Maurermeister der Marienhütte, Herrn Steinmann. Am 27. April 1868 war die Grundsteinlegung und am 1. November 1869 wurde sie geweiht. Die Kirche ist einer der ersten kirchlichen Ziegelrohbauten in Sachsen. Den gedrungenen Backsteinbau mit den belebenden gelben Bänderungen prägen die abgetreppten Blendgiebel und insbesondere der dominierende Westturm mit dem spitzen, durch Knopf und Kreuz bekrönten Turmhelm. An der Chornord- und Chorsüdseite befinden sich Anbauten für die Sakristei und die Patronatsloge der Isolde v. Arnim. Dem für die Bauzeit schlichten und modern wirkenden äußeren Erscheinungsbild entspricht die innere Raumwirkung. Der Dachstuhl über dem Schiff ist offen und mit aufwendig verzierten Bohlen-Balken verschalt. Die Emporen an drei Seiten sind zwischen die Ständerkonstruktion des Dachstuhls eingespannt. Der Chor ist kreuzrippengewölbt. Bauzeitlich verfügte die Kirche über eine farbenprächtige Ausmalung, ausgeführt vom Maler Rauchfuß aus Zwickau. Die vorhandenen Glasfenster stammen nur noch teilweise aus der Erbauungszeit und zeugen damit von unterschiedlichem Zeitgeschmack. Leichenhalle: Die Leichenhalle ist ein Ziegelrohbau mit Spitzbogenfenstern und Schiefer gedecktem Satteldach. Sie befindet sich an der östlichen Längsseite des Friedhofes. Ursprünglich war hier die Wohnung des Totengräbers, verbunden mit einer Totenhalle, untergebracht. | 09301843 |
| Weitere Bilder                          | Sachgesamtheit Kirche und Kirchhof Cainsdorf, mit folgenden Einzeldenkmalen: Kirche, Kriegerdenkmal für im Deutsch-Französischen Krieg Gefallene sowie Leichenhalle (siehe Einzeldenkmal gleiche Anschrift – Obj. 09301843), gärtnerischer Kirchhofsgestaltung und Luthereiche mit zugehörigem Gedenkstein (Gartendenkmale) sowie der Einfriedung (Sachgesamtheitsteil) | Kirchstraße (Karte)                | 1867–1869 (Kirche)     | Denkmale von baugeschichtlicher bzw. geschichtlicher Bedeutung. Friedhofsgestaltung: terrassenförmig angelegter Friedhof mit nahezu umlaufen erhalten gebliebener Weißdornhecke, diese im Norden mit Bergahorn kombiniert, große Trauerbuche vor dem Chor, vermutlich aus der Erbauungszeit, Grabfelder durch Baumreihen aus Linden eingefasst, vermutlich zum Teil entstehungszeitliche Natursteinmauern an den Grabfeldterrassen. | 09231811 |
|                                         | Pfarrhaus mit Einfriedung | Kirchstraße 3 (Karte)              | 1868–1869              | Klinkerbau in sehr gutem Originalzustand im Neugotischen Stil | 09231808 |
| Weitere Bilder                          | Schule mit Turnhalle in Klinkermischbauweise | Kirchstraße 4 (Karte)              | 1900/1901              | | 09231809 |
| Weitere Bilder                          | Kirchschule | Kirchstraße 7 (Karte)              | 1868–1869              | Klinkerbau in gutem Originalzustand im Neugotischen Stil | 09231810 |
| Direkt Bild zu diesem Denkmal hochladen | Wohnstallhaus eines ehemaligen Vierseithofes | Lindenstraße 6 (Karte)             | nach 1800              | | 09231812 |
| Direkt Bild zu diesem Denkmal hochladen | Wehr | Wehrweg (Karte)                    | um 1920                | | 09231804 |
|                                         | Ehemalige Kanuslalomstrecke | Wehrweg (Karte)                    | zwischen 1968 und 1972 | für die Vorbereitung der Olympischen Spiele 1972 komprimiertes und mit den Schlüsselstellen versehenes Abbild des Augsburger Eiskanals, singuläres Beispiel Deutsch-Deutscher Sportgeschichte. In Vorbereitung der Olympischen Spiele vor 1972 erbaute Kanuslalomstrecke, die dem Augsburger Eiskanal (dem ersten Wildwasserstadion der damaligen BRD) nachgebildet wurde. Das 660 m lange Original wurde auf 450 m verkürzt, enthielt aber die taktisch wichtigsten Stellen des Augsburger Vorbildes, so dass eine optimale Vorbereitung der DDR-Slalomkanuten auf die Olympischen Spiele 1972 ermöglicht wurde. Das Wasser für die Wildwasserstrecke wurde aus der Zwickauer Mulde von einem bereits vorhandenen Wehr, das zu einer Bergbauanlage gehörte, abgeleitet. An gleicher Stelle befand sich ursprünglich ein Mühlgraben, der ebenfalls zu einer Bergbauanlage gehörte. Der Kanal besteht in großen Teilen aus Betonfertigteilen mit den entsprechenden Einbauten auch aus Beton. Die Einsatzstelle ist heute teilweise verschüttet, ebenso einige kurze Abschnitte. Auch wenn der Kanal heute nicht mehr genutzt werden kann, blieben große Teile unverändert erhalten. Sie erinnern an eine besondere Situation der Deutsch-Deutschen Sportgeschichte und erlangen somit geschichtliche Bedeutung. Die Anlage ist für das Gebiet der ehemaligen DDR singulär. LfD/2011. | 09303928 |
| Direkt Bild zu diesem Denkmal hochladen | Wasserhochbehälter – Erdhochbehälter | Wilkauer Straße (Karte)            | 1941                   | | 09231814 |